# Archiparapoderus rubens
Archiparapoderus rubens es una especie de coleóptero de la familia Attelabidae.

## Distribución geográfica
Habita en Tanzania.